# Аврелий Валерий Валент
Аврелий Валерий Валент (лат. Aurelius Valerius Valens, ? — 317 г.), известный также как Валент I — римский император с конца 316 года по 1 марта 317 года.

## Биография
Единственное, что известно об этом человеке до его прихода к власти — что он был командующим на границе (лат. dux limitanis) в Дакии (которая в то время контролировалась Лицинием). После того как во время первой своей войны с Константином I Лициний потерпел сокрушительное поражение в битве при Цибале 8 октября 316 года (некоторые исследователи её относили к 314 г.), он бежал к Адрианополю, где с помощью Валента собрал новую армию. Там, в начале декабря 316 года Лициний возвёл Валента в ранг Августа — вероятно, для того, чтобы сохранить его лояльность. Позже Лициний предпримет такой же ход, во время второй войны с Константином назначив себе в соправители Мартиниана.
Нарративные источники называют Валента цезарем, однако на дошедших до нас монетах он обозначается как Август.
Ситуацию изменило решительное поражение Лициния в битве при Мардии в конце 316 — начале 317 годов. Лициний был вынужден признать Константина старшим августом и сместить Валента. Петр Патриций так описывает реакцию Константина на прибытие посла Лициния Местриана:

«Царь, движением лица и всего тела изъявляя великость своего гнева и едва быв в состоянии говорить, произнес: „Не так мы до сих пор поступали и не для того от океана дошли до этого места, сражаясь и побеждая, чтобы не хотеть иметь товарищем в правлении своего зятя [то есть Лициния] за его злодейства и тем отказываться от родства, а вместе с ним принять подлого раба [то есть Валента] в участники царской власти“. Потом он сказал Местриану, чтобы тот прекратил этот разговор и говорил о другом, если хочет о чём попросить. Решено было Валента отрешить от царства».

Мирный договор был заключен в Сердике 1 марта 317 года. Неизвестно, было ли это условием договора, но чуть позже Лициний казнил Валента.